# Trixis parviflora
Trixis parviflora là một loài thực vật có hoa trong họ Cúc. Loài này được C.E.Anderson miêu tả khoa học đầu tiên năm 1971.